# 康科德六旗颶風港
康科德六旗颶風港（英語：Six Flags Hurricane Harbor Concord）是一個位於美國加州康科德的季節性水上遊樂園，最初由頂尖樂園（Premier Parks）發展，擁有和營運，現由ERP物業擁有，由六旗營運。

## 歷史
樂園在1995年開幕時名為USA康科德水上世界，是附近USA薩克拉門托水上世界的姊妹樂园。1996年10月25日，頂尖樂園宣佈欲從FRE股份有限公司手上買下這兩座樂园，金額不公佈。在買下位於兩座樂园之間的USA海洋世界非洲（今六旗發現王國）後，使得海洋世界的季票亦適用在USA水上世界。
1998年4月，頂尖樂園買下六旗後，重新命名為六旗股份有限公司，至2000年大部份旗下樂园都以六旗品牌命名，兩座USA水上世界雖則保留原有名稱，但被视为六旗大家庭的一份子。2005年2月，集團宣佈會把這樂園更名為康科德六旗水上世界。
2006年6月，六旗把八座樂園掛牌求售，包括這樂園。2007年1月11日，PARC管理以3.12億美元的價錢買下七座樂園，之後把擁有權轉移給CNL生活方式物業並展開營運，樂園去掛了六旗名稱，更名為加利福尼亞水上世界。其姊妹樂园亦在2006年同樣去掛了六旗名稱，更名為薩克拉門托水上世界，因為六旗不再向擁有人承租這樂园。
2009年，皇庭娛樂（Palace Entertainment）開始替CNL營運這樂園。2016年，CNL賣出所有休憩資產，包括這水上樂園，樂園新擁有人變成EPR物業，但皇庭娛樂能繼續擁有營運權。2017年1月，頂尖樂園責任有限公司重新買回這樂園，及在4月27日六旗宣佈會接管這樂園的營運。2018年2月22日，這樂園再一次重命名為康科德六旗颶風港。
由於2019冠状病毒病疫情，六旗在2020年3月13日宣佈旗下所有樂園關閉。8月初，水上樂園在社交網站宣佈這年不會對外開放，是這樂園首次全季都不營運。2021年5月22日，樂園宣佈對會員重新開放，一星期後對所有公眾開放。

## 意外
1997年6月2日，水上樂園附近Napa高中的學生試圖打破學校紀錄，多人同時在一條滑水道滑下導致其倒塌，滑水道上的學生掉落地面，造成32人受傷和1人死亡。調查指滑水道因為超出設計負載3倍而倒塌。這事件收錄在美國電視節目《日界線》。